# Ngaanyatjarraku Shire
Ngaanyatjarraku Shire är en kommun i regionen Goldfields-Esperance i Western Australia. Kommunen har en yta på 160 378 km², och en folkmängd på 1 437 enligt 2011 års folkräkning. Huvudort är Warburton. Dessutom finns ett antal mindre samhällen runt om i kommunen. Förutom huvudorten kan nämnas Blackstone, Jameson, Patjarr, Tjirrkarli, Tjukurla, Wanarn, Warakurna och Wingellina som alla har mellan 50 och 250 invånare.
Kommunen skapades 1993 genom att östra delen av Wiluna kommun avskiljdes, och befolkas till 84% av urinvånare, främst från Ngaanyatjarrafolket.